# Menopausa precoce
La  menopausa precoce, detta anche insufficienza ovarica precoce (POI), è una condizione causata dall'assenza, dalla non funzionalità o dall'esaurimento precoce della riserva ovarica che conduce alla sterilità, a differenza del graduale processo di atresia follicolare, tipico delle donne fertili, fino al fisiologico raggiungimento della menopausa. 
La sua rilevanza è aumentata negli ultimi anni a causa del fatto che, in particolare nei paesi sviluppati,  l'età del primo concepimento viene ritardata con il rischio di avere sia insufficienza ovarica precoce o una minor possibilità di gravidanza. 
Diversi fattori esogeni possono portare a questo evento, come infezioni virali, disfunzioni metaboliche, malattie autoimmuni e fattori ambientali o iatrogeni, anche se nella maggior parte dei casi, il meccanismo che porta alla malattia è sconosciuto. I fattori genetici risultano essere al momento la principale causa identificata.

## Sintomatologia
I sintomi e i segni clinici sono molteplici e riguardano diversi aspetti, amenorrea (per almeno 4 mesi in donne di età inferiore ai 40 anni), o comunque variazione nel sanguinamento mestruale normale della donna, osteoporosi e diminuzione del desiderio sessuale.
A causa dei bassi livelli dei vari ormoni sessuali femminili, i sintomi che possono apparire sono quelli tipici della menopausa, come le vampate di calore, disturbi del sonno, diminuzione di concentrazione mentale e secchezza vaginale. A lungo termine le conseguenze di ipoestrogenismo possono includere un rischio più alto di osteoporosi e malattie cardiovascolari.

## Eziologia
La causa è da imputare ad una precoce atresia follicolare, generata da diverse cause alcune complesse altre di natura primitiva.

### Cause primitive
L'origine può essere:
- Genetica: 
  1. per un difetto del cromosoma X (aneuploidie, anormalità strutturali, mutazioni dei geni sul braccio lungo e corto)
  2. per mutazioni dei geni autosomici associati a POI sindromica e asindromica
- Mancanza dell'enzima 17-α-idrolasi dovuta a un difetto del cromosoma X

- Congenita, se non vi è traccia di galattosemia o del timo
- Causata da autoanticorpi nocivi per le ovaie
- Per operazione chirurgica, spesso in presenza di complicanze per i parti
- Tossica se causata da un'elevata sostanza nociva per il corpo (fumo o sostanze chemioterapiche)
- Causata da virus

### Cause complesse
Sono legate alle forme della sindrome PoliGrandular autoimmunitario:
- PGA 1 (la prima forma con presenza di candidosi mucocutanea)
- PGA 2 (definito anche come sindrome di Schmidt)

## Diagnosi
Per effettuare una corretta diagnosi della menopausa precoce è sufficiente misurare i livelli di gonadotropine e estradiolo ogni settimana per alcune settimane (massimo 4), il primo deve essere alto, il secondo basso.
Inoltre un altro indicatore è l'ormone anti-Mülleriano (AMH), i cui livelli nel siero possono aiutare a valutare lo stato di senescenza follicolare, che è un possibile predittore di rischio di POI. Tuttavia, attualmente non esiste nessun test singolo di screening in grado di predire con certezza la durata della vita riproduttiva della donna.

## Terapia
La definizione che spesso viene associata a tale condizione di irreversibilità è spesso errata. Si sono provati vari trattamenti per normalizzare gli afflussi senza risultati, anche la terapia ormonale serve maggiormente per combattere manifestazioni e diminuire possibili complicanze. La terapia ormonale sostitutiva, con estrogeni e progestinici, è di solito la più raccomandata. La diagnosi precoce e uno stile di vita sano sono necessari per evitare problemi associati ad una carenza di estrogeni, contribuendo alla diminuzione del rischio di osteoporosi e malattie cardiovascolari. Tuttavia, questa terapia deve essere strettamente controllata e personalizzata poiché è associata all'insorgenza del cancro al seno e ad altri numerosi effetti collaterali.
Le possibilità di una gravidanza in tale stato sono minori del 10%. Per avere progenie una possibilità è quella di affidarsi alla fecondazione in vitro di ovociti.